# Walter Iooss
Walter Charles Iooss senior (* 13. August 1914 in Brooklyn, New York City; † 15. November 1987 in Riverhead, Long Island) war ein US-amerikanischer Jazzmusiker (Kontrabass).

## Leben und Wirken
Iooss spielte in den 1940er- und 1950er-Jahren mit Benny Goodman („Tuesday at Ten“, 1941), Dizzy Gillespie und Billie Holiday; Aufnahmen entstanden auch mit Frank Froeba (1953), Charlie Christian und Jerry Jerome. In späteren Jahren gehörte er dem Rundfunkorchester des Senders WNEW an und spielte im Brooklyn Philharmonic Orchestra. Lange Jahre war er in New York City auch als Studiomusiker beschäftigt.
Walter Iooss Sr. ist der Vater des Fotografen Walter Iooss Jr. (* 1943).